# ویلیام لیون (تدوین‌گر)
ویلیام لیون (انگلیسی: William Lyon؛ ۲۱ ژانویه ۱۹۰۳ – ۱۸ مارس ۱۹۷۴) یک تدوین‌گر اهل ایالات متحده آمریکا بود. وی در تگزاس زاده شد و در لس آنجلس، کالفرنیا درگذشت. او شش مرتبه برای جایزه اسکار بهترین تدوین نامزد شد و دو بار برای فیلم‌های از اینجا تا ابدیت (۱۹۵۳) و پیک‌نیک (۱۹۵۵) این جایزه را دریافت کرد. 